# Country Club Estates
Country Club Estates is een plaats (census-designated place) in de Amerikaanse staat Georgia, en valt bestuurlijk gezien onder Glynn County.

## Demografie
Bij de volkstelling in 2000 werd het aantal inwoners vastgesteld op 7594.

## Geografie
Volgens het United States Census Bureau beslaat de plaats een oppervlakte van
12,4 km², waarvan 12,3 km² land en 0,1 km² water.

## Plaatsen in de nabije omgeving
De onderstaande figuur toont nabijgelegen plaatsen in een straal van 40 km rond Country Club Estates.